# Frohnleiten
Frohnleiten osztrák város Stájerország Graz-környéki járásában. 2017 januárjában 6712 lakosa volt.

## Elhelyezkedése

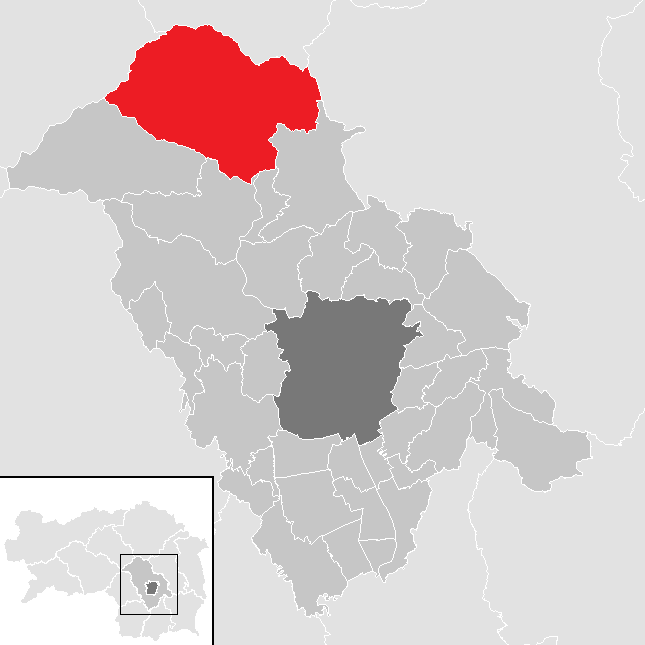
Frohnleiten a Graz-környéki járásban

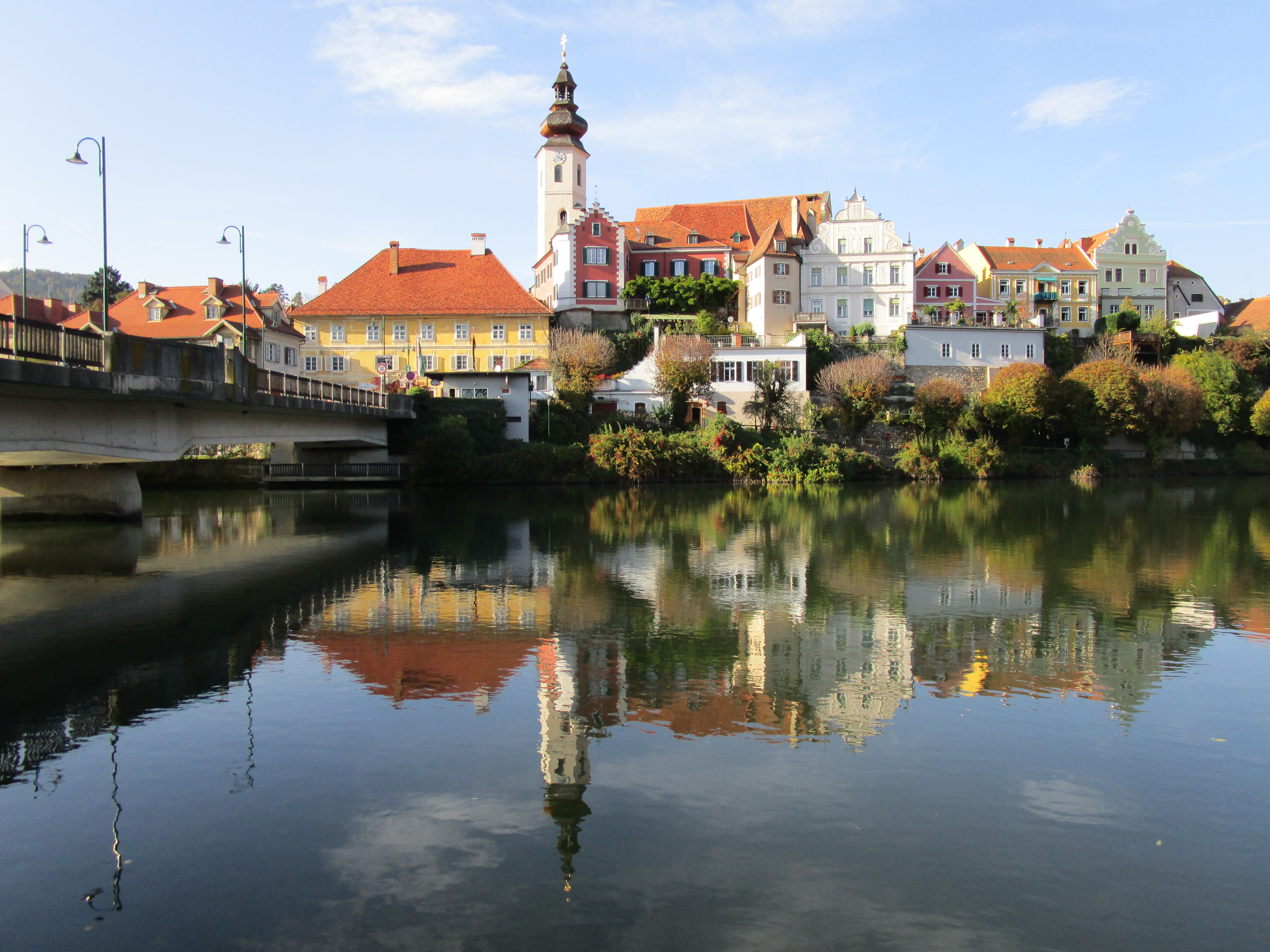
Az óváros látképe

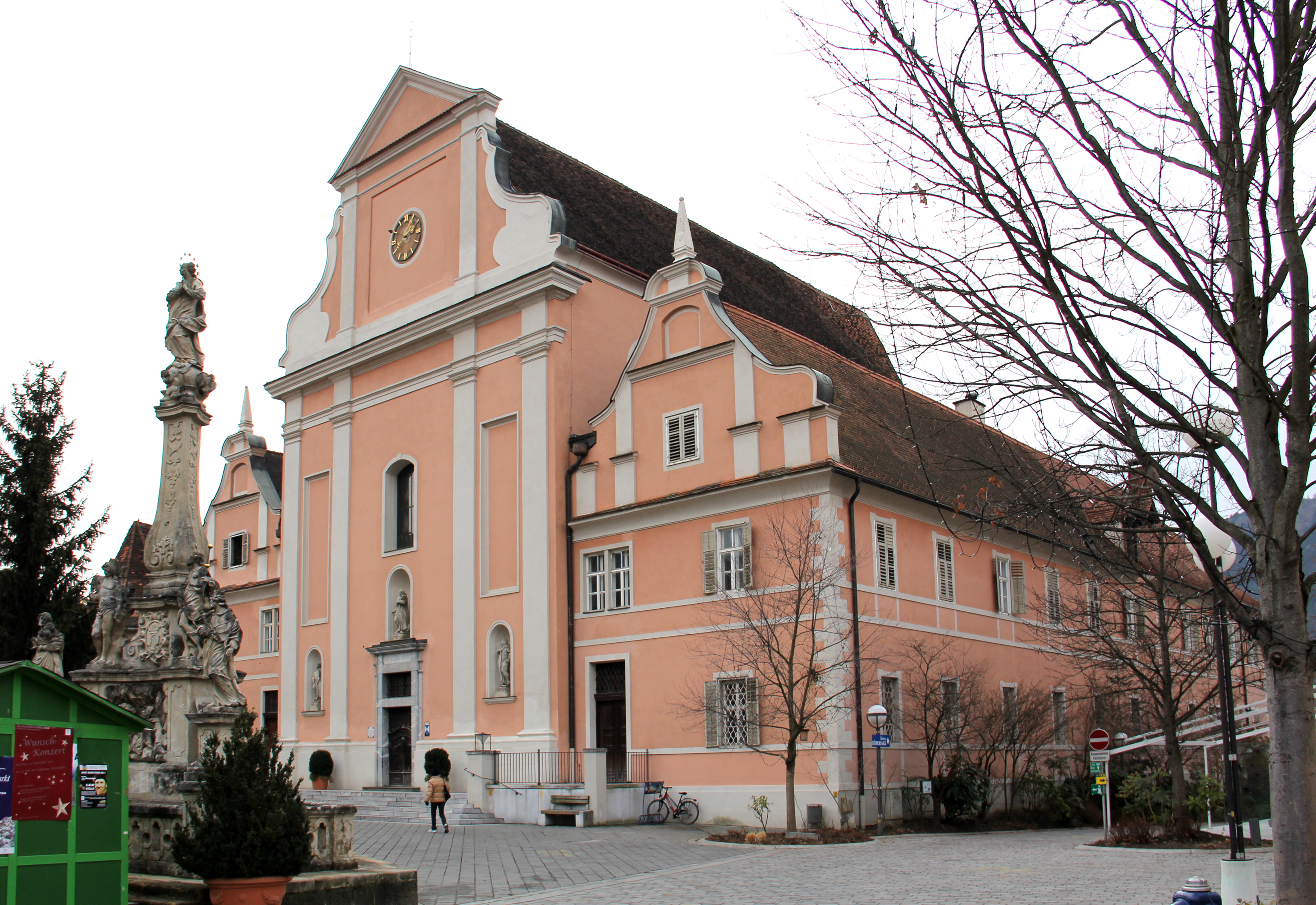
A volt szervita templom

Frohnleiten Nyugat-Stájerországban fekszik, a Mura mentén, a Gleinalpe és a Hochlantsch hegységei között, mintegy 30 km-re északra Graztól. Az önkormányzat 22 települést egyesít: Adriach (395 lakos 2017-ben), Badl (68), Brunnhof (94), Frohnleiten (3131), Gams (270), Gamsgraben (31), Gschwendt (278), Hofamt (76), Laas (106), Laufnitzdorf (320), Laufnitzgraben (0), Leutnant Günther-Siedlung (97), Maria Ebenort (83), Peugen (47), Pfannberg (64), Röthelstein (208), Rothleiten (431), Schönau (350), Schrauding (91), Schrems (308), Ungersdorf (69), Wannersdorf (195).
A környező önkormányzatok: délkeletre Semriach és Peggau, délre Deutschfeistritz, délnyugatra Übelbach, nyugatra Leoben, északnyugatra Bruck an der Mur, északra Pernegg an der Mur, keletre Fladnitz an der Teichalm.

## Története
Az ember legkorábbi, mintegy 100 ezer éves nyomai Frohnleiten területéről a Repolust-barlangból kerültek elő. A térség az újkőkortól egészen a kelták koráig is lakott volt, többek között a La Tène-kultúrához tartozó temetőt tártak fel a régészek. A római korban a leletek tanúsága szerint viszonylag sűrűn lakott volt, Adriachban feltehetően egy lóváltó és pihenőállomás is állt.
Frohnleitent Heinrich von Pfannberg gróf alapította, Habsburg Rudolf király engedélyével, 1280 körül. A település a Mura kereskedelmi (így vámszedési) szempontból fontos hídját őrizte. Neve akkor Freyliten volt, ami arra utal, hogy üres, néptelen területen alapították (freien Leiten - szabad lankák). Már 1300 körül mezővárosként hivatkoztak rá. A település 1308-ban Ulrich von Walseehez került, 1329-ben hercegi kézre jutott, 1332-ben a Pfannbergek visszaszerezték. A nemzetség 1362-ben kihalt, így a birtok visszaszállt a hercegre, aki jelentős privilégiumokat biztosított a mezővárosnak (pl. a 15. század elejétől részt vehetett a tartományi gyűlésen).
Az 1469–1491 közötti években az állandó háborúk és járványok visszavetették Frohnleiten fejlődését. A török portyázók először 1480-ban pusztították el a település környékét. 1491 után ismét többé-kevésbé békés időszak következett, bár a mezővárost többször pusztította tűzvész (1528, 1559), árvíz (1537, 1569, 1572) vagy pestis (1571, 1577, 1598). A reformáció során a polgárok egy része áttért a protestáns hitre, de a többség katolikus maradt. Az ellenreformáció idején 1600 körül a protestánsok kénytelenek voltak visszatérni a katolikus egyházhoz.
A 17. században jelentősen visszaesett a kereskedelem volumene, így a mezőváros bevételei is megcsappantak. A gyakori pestisjárványok (1623–25, 1633–34, 1644-46, 1679-80) hónapokra megbénították a kereskedelmi forgalmat. A mezőváros úgy elszegényedett, hogy időnként a házak ötöde is üresen állt. 1701-ben elkészült a Christoph Abele gróf által alapított szervita kolostor; 1786-ban II. József bezáratta, de temploma átvette a plébániatemplom szerepét az adriachi egyháztól. 1728-ban a stájer rendek Frohnleitenben fogadták a Grazba utazó VI. Károly császárt. 1763-ban egy villámcsapás okozta tűzben az egész mezőváros leégett. A napóleoni háborúkban a franciák négyszer szállták meg a települést és minden alkalommal súlyos adókat, rekvirálásokat róttak ki rá. 1809-ben a franciák felgyújtották Frohnleitent, amikor a császári csapatok megakadályozták átkelésüket a Murán. Hasonló sorstól tartva az osztrákok inkább harc nélkül feladták Grazot (a vár kivételével). 1822-ben egy tűzvész ismét elpusztította a mezőváros felső szakaszát.
Az 1844-ben megépített Mürzzuschlag-Graz vasútvonal elkerülte Frohnleitent, ami a gazdaság leépüléséhez vezetett. Változást az 1867-ben alapított hidegvizes szanatórium, majd 1887-ben egy papírgyár alapítása jelentett.
1952-ben a szomszédos Mauritzent, 1992-ben Rothleitent, 2015-ben pedig Schrems és Röthelstein községeket csatolták Frohnleitenhez. A település 2002-ben elnyerte a városi rangot. 2015 februárjában a Frohnleiten mellett a Murán átívelő autópálya-híd felújítás közben leomlott. Személyi sérülés nem történt.

## Lakosság
A frohnleiteni önkormányzat területén 2017 januárjában 6712 fő élt. A lakosságszám 1961-ben érte el csúcspontját 7935 fővel, azóta csökkenő tendenciát mutat. 2015-ben a helybeliek 93,8%-a volt osztrák állampolgár; a külföldiek közül 1,3% a régi (2004 előtti), 3,4% az új EU-tagállamokból érkezett. 2001-ben a lakosok 82,3%-a római katolikusnak, 3,5% evangélikusnak, 10,8% pedig felekezet nélkülinek vallotta magát. Ugyanekkor 11 magyar élt a városban. A legnagyobb nemzetiségi csoportot a német mellett a horvátok alkottak 1,9%-kal.

## Látnivalók
- Rabenstein vára
- a Weyer-kastély
- Pfannberg várának romjai
- Neu-Pfannberg kastélya

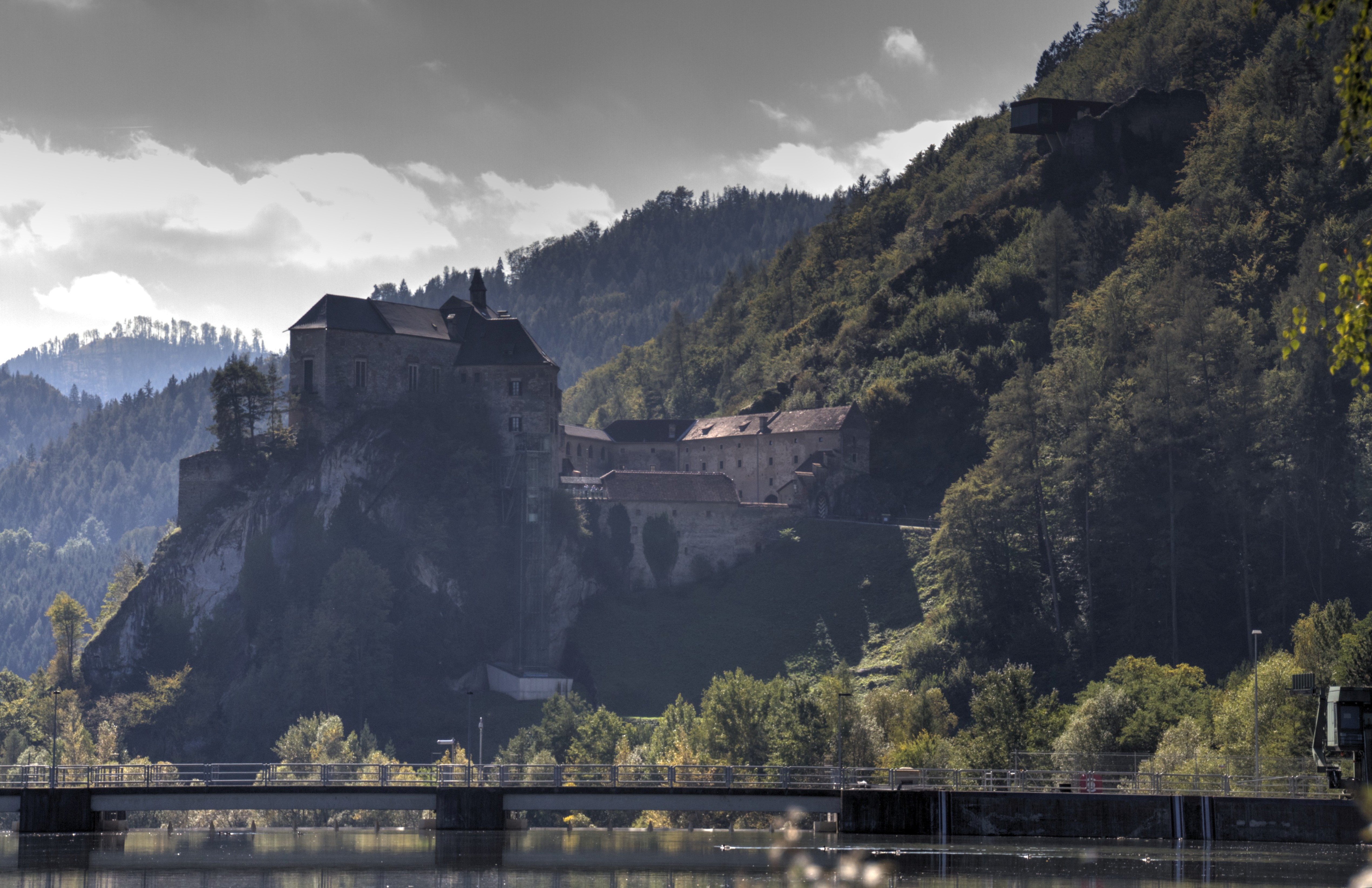
Rabenstein vára

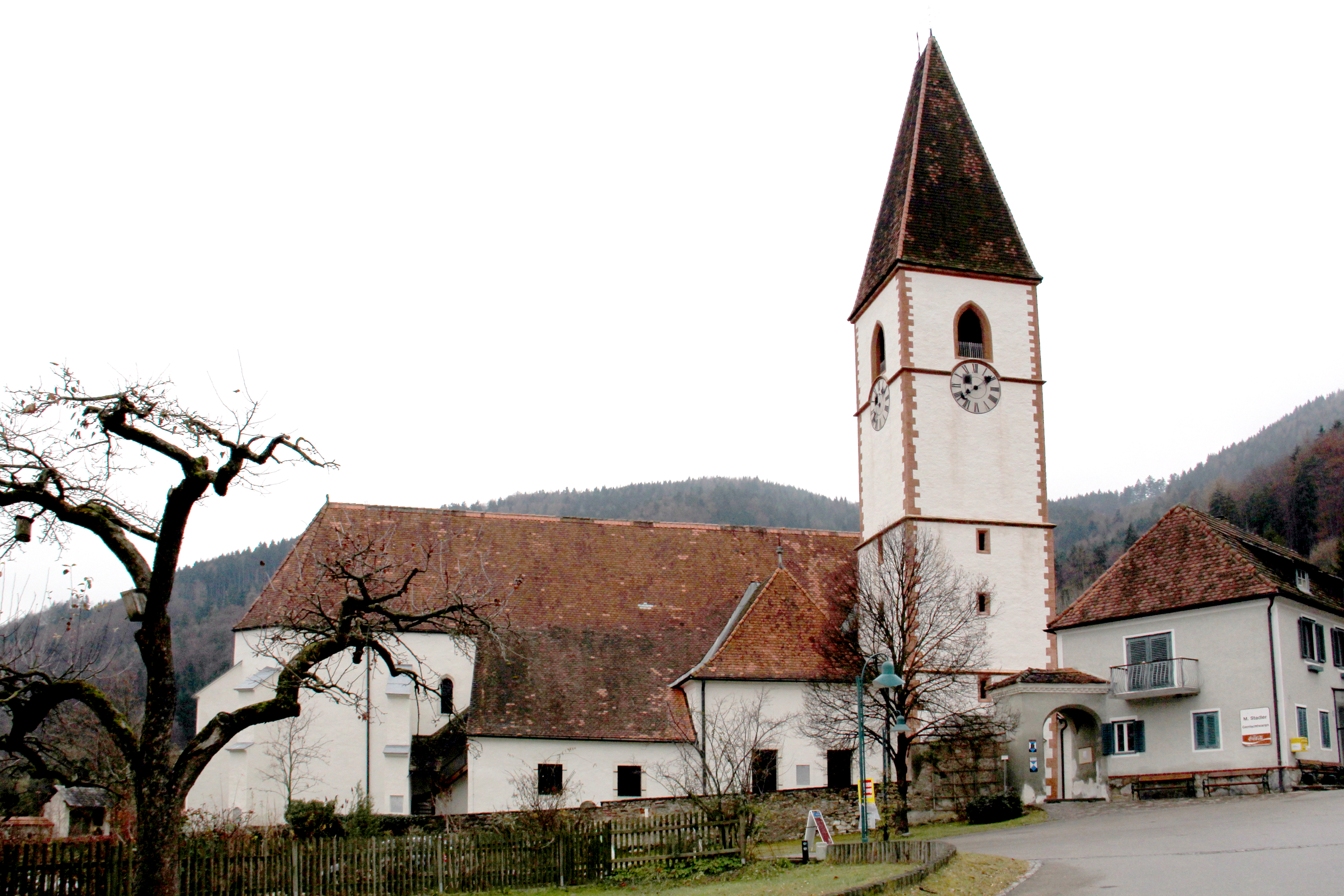
Az adriachi Szt. György-templom

- a Mária mennybemenetele-plébániatemplom (volt szervitatemplom)
- a ferences (volt szervita) kolostor
- a régi városfal maradványai, a Leobeni-kapu és a Tabor
- Adriach Szt. György-temploma
- Röthelstein Szt. Oszvald-plébániatemploma
- az 1732-ben emelt Mária-oszlop

## Testvérvárosok
- Schnaittach (Németország

## Fordítás
- Ez a szócikk részben vagy egészben  a   Frohnleiten című német Wikipédia-szócikk ezen változatának fordításán alapul.  Az eredeti cikk szerkesztőit annak laptörténete sorolja fel. Ez a jelzés csupán a megfogalmazás eredetét és a szerzői jogokat jelzi, nem szolgál a cikkben szereplő információk forrásmegjelöléseként.